# Microthyrium holmiae
Microthyrium holmiae är en svampart som tillhör divisionen sporsäcksvampar, och som beskrevs av Andrea Nograsek. Microthyrium holmiae ingår i släktet Microthyrium, och familjen Microthyriaceae. Arten är reproducerande i Sverige.